# Vigilante (mitologia)
Vigilante (em francês Veillantif, em italiano Vegliantino ou Brigliadoro) é um cavalo mitológico que, segundo as obras literárias da Matéria de França, pertencia a Rolando, paladino do rei franco Carlos Magno.
Vigilante aparece pela primeira vez no poema épico francês A Canção de Rolando, escrito no século XII. Nos poemas italianos sobre o mesmo tema o cavalo é chamado Vegliantino, como em Morgante (1483) de Luigi Pulci. Já no épico Orlando enamorado (1495), de Boiardo, o cavalo ganhou o nome de Brigliadoro, o que foi seguido no Orlando furioso (1516) de Ariosto.